# Pedro P. Bermúdez
Pedro Pablo Bermúdez (Montevideo, 1 de agosto de 1816 - Montevideo, 2 de junio de 1860), militar, periodista y escritor uruguayo.

## Biografía
Realizó una carrera militar culminando como Coronel en 1860. Fue edecán de Manuel Oribe durante el Sitio Grande. Fue uno de los firmantes del manifiesto de la Unión Liberal el 4 de octubre de 1855 y jefe político y de policía de Montevideo del 19 de julio de 1859 al 8 de marzo de 1860.
Como dramaturgo introdujo la temática indígena en las obras escritas a mediados del siglo XIX en Montevideo.
Su obra fue recopilada en numerosas antologías entre ellas El Parnaso Oriental.

## Obras
- El Charrúa, obra teatral representada por primera vez el 21 de noviembre de 1858.[2]